# Griffen
Griffen (słoweń. Grebinj) – gmina targowa w Austrii, w kraju związkowym Karyntia,  w powiecie Völkermarkt. Liczy 3503 mieszkańców (1 stycznia 2015).
W Griffen 16 września 2005 zginął polski siatkarz Arkadiusz Gołaś.